# 敘利亞駱駝
敘利亞駱駝（學名：Camelus moreli），為棲息於敘利亞已滅絕的駱駝，化石發現於地層年代約 100,000 年前敘利亞沙漠西部的 Hummal 區域。敘利亞駱駝的肩高可達3（9.8英尺），總高度 4（13英尺）。化石最早出土於 2005 年，隨後有更多化石在隔年之後與其他舊石器時代中期人類的遺骸一同產出。

## 外部連結
- 維基新聞相關報導：Giant camel bones found in Syria